# Daria Nicolodi
Daria Nicolodi (Florence, 19 juni 1950 – Rome, 26 november 2020) was een Italiaanse actrice en scenarioschrijver.

## Biografie
Daria Nicolodi werd geboren in Florence. Haar vader was een advocaat uit Florence en haar moeder, Fulvia, was geleerde in oude talen. Haar grootvader was componist Alfredo Casella. Ze verhuisde naar Rome in de late jaren '60.
Begin jaren '70 had ze een relatie met de beeldhouwer Mario Ceroli; hun dochter Anna werd geboren in 1973 en stierf in 1994 bij een verkeersongeval. Nicolodi kreeg daarna een relatie met regisseur Dario Argento en werkte ook veel met hem samen; ze ontmoetten elkaar in 1974 tijdens de casting voor de film Deep Red (nadat Argento haar had zien spelen in Property Is No Longer a Theft uit 1973), hun dochter Asia werd geboren in 1975. Ze gingen uit elkaar in 1985.

## Filmografie
- Many Wars Ago, 1970
- I Nicotera, 1972
- Property Is No Longer a Theft, 1973
- Deep Red, 1975
- Ritratto di donna velata, 1975
- Suspiria, 1977 (ook co-schrijfster scenario)
- Shock, 1977
- I Giochi del Diavolo: La Venere d'Ille (1979) (tv-film)
- Inferno, 1980 (ook co-schrijfster scenario, onvermeld)
- Il minestrone, 1981
- Tenebrae, 1982
- Phenomena, 1985
- Maccheroni, 1985
- Dario Argento's World of Horror, 1985 (documentaire)
- Delirium, 1987
- Opera, 1987
- Le Foto di Gioia (1987)
- Paganini Horror (1989)
- Sinbad of the Seven Seas (1989) (voice-over)
- The Devil's Daughter, 1991
- Dario Argento: Master of Horror, 1991 (documentaire)
- The End Is Known, 1993
- Viola Kisses Everybody, 1998
- Notes of Love, 1998
- Rosa and Cornelia, 2000
- Scarlet Diva, 2000
- Mario Bava: Maestro of the Macabre, 2000 (documentaire)
- Dario Argento: An Eye for Horror, 2000 (documentaire)
- Mario Bava: Operazione paura, 2004 (documentaire)
- The Mother of Tears, 2007
- Il mostro di Firenze, 2009
- Of Flies and Maggots, 2017 (documentaire)
- All the Colors of Giallo, 2019 (documentaire)